# Plan d'étude croisé
Pour les articles homonymes, voir Crossover.
Le Plan d'étude croisé ou étude crossover (en anglais Crossover Study Design) est un type de devis ou protocole de recherche qui implique l’administration d’un ou plusieurs traitements (ou thérapies) de façon consécutive au même groupe de sujets. L’ordre d’administration des traitements peut être prédéterminé ou aléatoire.

## Description
Ce protocole souffre de deux inconvénients. D’une part, il y a l’effet d’ordre (ordre dans lequel les traitements sont administrés)[order effect] qui peut influencer les résultats (par exemple, un médicament ayant plusieurs effets secondaires pris par un groupe de personnes peut générer une plus grande sensibilité à des effets secondaires lors de l'administration d'un second médicament dont les effets secondaires sont pourtant beaucoup moins importants). D'autre part, il y a l’effet de report [carry-over effect] (par exemple, une tâche complexe présentée à un groupe de sujets peut limiter l'efficacité de ces mêmes sujets lors d'une seconde tâche pourtant plus simple).